# Jättjärnarna (Resele socken, Ångermanland, 703472-155943)
Jättjärnarna är en sjö i Sollefteå kommun i Ångermanland och ingår i Ångermanälvens huvudavrinningsområde.